# Р-36
Р-36 (индекс 8К67, по классификации НАТО — SS-9 «Scarp») — советский стратегический ракетный комплекс с ракетой тяжёлого класса, способной нести термоядерный заряд и преодолевать мощную систему ПРО. Главный конструктор — М. К. Янгель.

## Разработка
Разработка нового стратегического ракетного комплекса Р-36 была начата в СССР 12 мая 1962 года. Постановлением Правительства Советского Союза конструкторскому бюро «Южное» было поручено создать стратегический ракетный комплекс Р-36, оснащённый ракетой второго поколения 8К67. Система управления разрабатывалась харьковским НПО «Электроприбор». При проектировании использовались отработанные на ракете Р-16 конструктивные решения и технологии. Изначально разработка велась в двух вариантах: с комбинированной системой управления с каналом радиокоррекции и с чисто инерциальной системой управления. Но в ходе лётных испытаний от комбинированной СУ отказались, так как инерциальная СУ обеспечивала заданную точность стрельбы. Это позволило значительно снизить затраты на производство и развёртывание комплекса.

## Устройство
Двухступенчатая ракета выполнена по схеме «тандем» с последовательным расположением ступеней. Первая ступень обеспечивала разгон ракеты и была оснащена маршевым двигателем РД-251, состоявшим из трёх двухкамерных модулей РД-250. Маршевый ЖРД имел тягу на земле 274 т. Также на первой ступени был установлен четырёхкамерный рулевой двигатель РД-68М с поворотными камерами сгорания. В хвостовом отсеке были установлены четыре тормозных пороховых ракетных двигателя, запускающиеся при разделении первой и второй ступеней.
Вторая ступень обеспечивала разгон до скорости, соответствующей заданной дальности стрельбы. Она была оснащена двухкамерным маршевым двигателем РД-252 и четырёхкамерным рулевым двигателем РД-69М. Эти двигатели имели высокую степень унификации с двигателями первой ступени. Для отделения головной части на второй ступени также были установлены тормозные пороховые двигатели.
ЖРД ракеты работали на высококипящем двухкомпонентном самовоспламеняющемся топливе. В качестве горючего использовался несимметричный диметилгидразин (НДМГ), в качестве окислителя — азотный тетраоксид (АТ). Наддув всех баков осуществлялся продуктами сгорания основных компонентов топлива. Применённые конструкторские решения обеспечили высокую степень герметичности топливных систем, что позволило удовлетворить требования по семилетнему хранению ракеты в заправленном состоянии.
Ракета оснащалась моноблочной головной частью с наиболее мощными из испытанных к тому времени боевыми зарядами мощностью 8 Мт или 20 Мт. Для обтекателя использовался стеклопластик АФ-10ПО. В хвостовом отсеке второй ступени были установлены контейнеры со средствами для эффективного преодоления системы ПРО противника. Система защиты состоит из специальных устройств, которые отстреливаются из контейнеров пиропатронами в момент отделения головной части и создают в районе боеголовки мишени ложных целей. Сочетание мощного заряда с высокой на то время точностью попадания (КВО — 1300 метров) и надёжным комплексом средств преодоления системы ПРО гарантировало выполнение боевой задачи.
Старт ракеты производился из шахтной пусковой установки (ШПУ), сам старт — газодинамический с запуском двигателя первой ступени непосредственно в пусковой установке. Выход ракеты из ПУ обеспечивался движением ракеты по направляющим в пусковом стакане.
В состав ракетного комплекса входило шесть рассредоточенных стартовых позиций, на каждой из которых размещались одиночные ШПУ. Около одной из них размещался командный пункт (КП), связанный линиями системы боевого управления и связи со всеми стартовыми позициями. Комплекс предусматривал меры защиты от поражающих факторов ядерного взрыва: уровень защищённости от ударной волны составлял для ШПУ 2 кгс/см², для КП — 10 кгс/см². Пусковая установка перекрывалась сверху специальным защитным устройством сдвижного типа, обеспечивающим герметизацию ствола шахты. В каждой ШПУ размещались источники электропитания, аппаратура и оборудование технологических систем, обеспечивавшие дистанционный контроль технического состояния систем ракеты и проведение операций по подготовке к пуску и пуск ракеты. Подготовка к пуску и сам пуск могли быть проведены как дистанционно — с КП, так и автономно — с каждой стартовой позиции. Время подготовки и проведение пуска Р-36 составляло 5 минут.

## Испытания
В процессе испытаний было проведено 85 пусков, из них 14 отказов, 7 из которых приходятся на первые 10 пусков. Всего же было проведено 146 пусков всех модификаций ракеты. Первые три пуска ракеты проводились со стартового стола открытой стартовой позиции, последующие — из ШПУ. Пуск первой лётной ракеты не состоялся из-за возгорания ракеты на стартовом столе по причине неправильно спроектированных газоотводящих каналов стартового стола.
Отработка БРК с ракетами 8К67П с РГЧ также проводилась на 5 НИИП. Первый пуск экспериментальной РГЧ — август 1968 года, ещё 4 успешных экспериментальных пуска — до конца 1968 года. СЛИ усовершенствованной штатной РГЧ 8Ф676 с ББ 8Ф677 начались в 1969 года. и завершились в 1970 года, включая пуски в район «Акватория».
Разработка ракеты велась ускоренными темпами, испытания проводились на полигоне Байконур. Председателем государственной комиссии по испытаниям был М. Г. Григорьев.
28 сентября 1963 года состоялся первый пуск, который завершился неудачно. В ходе первой серии испытаний ракету постиг ряд неудач — из 10 первых пусков 7 завершились неудачей. Но постепенно конструкторам удалось устранить все недостатки и уже в конце мая 1966 года был завершён весь цикл испытаний, в течение которого было проведено 85 пусков, из них — 14 отказов. 21 июля 1967 года ракетный комплекс Р-36 был принят на вооружение РВСН. 5 ноября 1966 года в посёлке Ужур-4 началась постановка на боевое дежурство первого ракетного полка с ракетами этого типа.
Комплекс Р-36 с ракетой 8К67 был снят с вооружения в 1978 году.

## 8К67П
В декабре 1967 года, практически сразу после завершения испытаний ракеты 8К67 КБ «Южное» приступило к разработке на базе 8К67 ракеты с разделяющейся головной частью (РГЧ) рассеивающего типа 8К67П. Разработка новой ракеты велась в очень сжатые сроки, поскольку в это же время в США велась разработка РГЧ для ракеты «Minuteman». Новая разделяющаяся головная часть состояла из трёх боевых блоков мощностью по 2,3 Мт и комплекса средств преодоления ПРО. Разведение боевых блоков осуществлялось «скатыванием» их по наклонным направляющим при работающем двигателе второй ступени ракеты. Конструкция РГЧ не обеспечивала индивидуального наведения каждого из трёх блоков по отдельной цели. Прицелить можно было один из блоков либо центр их группирования. Тем не менее, применение такой РГЧ в условиях противодействия системы ПРО повышало боевую эффективность такой ракеты по сравнению с моноблочной примерно в 2 раза.
Состав и структура нового комплекса остались такими же, как и у комплекса с ракетами 8К67. Для наземной эксплуатации РГЧ потребовалась доработка наземного проверочного пускового оборудования и технической позиции ракетного комплекса, а установка РГЧ на ракету потребовала доработки бортовой системы управления.
Ракета 8К67П с разделяющейся головной частью в составе комплекса Р-36 была принята на вооружение в 1970 году, постановка на боевое дежурство началась в 1971 году.
Комплекс Р-36 с ракетой 8К67П был снят с вооружения в 1979 году.

## Сравнительная характеристика
| Общие сведения и основные тактико-технические характеристики советских баллистических ракет второго поколения                                                                                  | Общие сведения и основные тактико-технические характеристики советских баллистических ракет второго поколения | Общие сведения и основные тактико-технические характеристики советских баллистических ракет второго поколения | Общие сведения и основные тактико-технические характеристики советских баллистических ракет второго поколения | Общие сведения и основные тактико-технические характеристики советских баллистических ракет второго поколения | Общие сведения и основные тактико-технические характеристики советских баллистических ракет второго поколения | Общие сведения и основные тактико-технические характеристики советских баллистических ракет второго поколения |
| Наименование ракеты | Р-36 | Р-36орб | УР-100 | УР-100К | РТ-2 | «Темп-2С» |
| Конструкторское бюро | КБ «Южное» | КБ «Южное» | НПО «Машиностроения»                                                                                          | НПО «Машиностроения»                                                                                          | ОКБ-1 | МИТ |
| --- | --- | --- | --- | --- | --- | --- |
| Генеральный конструктор | М. К. Янгель                                                                                                  | М. К. Янгель                                                                                                  | В. Н. Челомей                                                                                                 | В. Н. Челомей                                                                                                 | С. П. Королёв, И. Н. Садовский                                                                                | А. Д. Надирадзе                                                                                               |
| Организация-разработчик ЯБП и главный конструктор | Всесоюзный научно-исследовательский институт экспериментальной физики, С. Г. Кочарянц                         | Всесоюзный научно-исследовательский институт экспериментальной физики, С. Г. Кочарянц                         | Всесоюзный научно-исследовательский институт экспериментальной физики, С. Г. Кочарянц                         | Всесоюзный научно-исследовательский институт экспериментальной физики, С. Г. Кочарянц                         | Всесоюзный научно-исследовательский институт экспериментальной физики, С. Г. Кочарянц                         | Всесоюзный научно-исследовательский институт экспериментальной физики, С. Г. Кочарянц                         |
| Организация-разработчик заряда и главный конструктор | Всесоюзный научно-исследовательский институт экспериментальной физики, Е. А. Негин                            | Всесоюзный научно-исследовательский институт экспериментальной физики, Е. А. Негин                            | Всесоюзный научно-исследовательский институт экспериментальной физики, Е. А. Негин                            | Всесоюзный научно-исследовательский институт экспериментальной физики, Е. А. Негин                            | Всесоюзный научно-исследовательский институт экспериментальной физики, Е. А. Негин                            | Всесоюзный научно-исследовательский институт экспериментальной физики, Е. А. Негин                            |
| Начало разработки | 16.04.1962 | 1963 | 30.03.1963 | 1965 | 04.04.1961 | 10.07.1969 |
| Начало испытаний | 28.09.1963 | 12.1965 | 19.04.1965 | 07.1969 | 02.1966 | 14.03.1972 |
| Дата принятия на вооружение | 21.07.1967 | 19.11.1968 | 21.07.1967 | 28.12.1972 | 18.12.1968 | |
| Год постановки на боевое дежурство первого комплекса | 05.11.1966 | 25.08.1969 | 24.11.1966 | 01.03.1970 | 08.12.1971 | 21.02.1976 |
| Максимальное количество ракет, стоявших на вооружении | 288 | 18 | 950 | 420 | 60 | 42 |
| Год снятия с боевого дежурства последнего комплекса | 1979 | 1983 | 1987 | 1984 | 1994 | 1981 |
| Максимальная дальность, км | 10 200 — тяжёлая ГЧ; 15 200 — лёгкая ГЧ                                                                       | неограниченная                                                                                                | 10600 | 10600—12000                                                                                                   | 9400 | 10500 |
| Стартовая масса, т | 183,9 | 180,0 | 42,3 | 50,1 | 51,0 | 37,0 |
| Масса полезной нагрузки, кг | 3950—5825 | 1700 | 760—1500 | 1200 | 600 | 940 |
| Весовая отдача, % | 2,15—3,17 | 0,94 | 1,8—3,55 | 2,4 | 1,18 | 2,54 |
| Материальная полезность, 10⁻⁴/т | 1,17—1,72 | 0,52 | 4,25—8,38 | 4,78 | 2,3 | 6,87 |
| Длина ракеты, м | 31,7 | 32,6 | 16,7 | 18,9 | 21,2 | 18,5 |
| Максимальный диаметр, м | 3,0 | 3,0 | 2,0 | 2,0 | 1,84 | 1,79 |
| Тип головной части | моноблочная или разделяющаяся                                                                                 | моноблочная                                                                                                   | моноблочная                                                                                                   | моноблочная или разделяющаяся                                                                                 | моноблочная                                                                                                   | моноблочная                                                                                                   |
| Количество и мощность боевых блоков, Мт | 1×10; 3×2+3                                                                                                   | 5 | 1×1,1 | 1×1,3; 3×0,35                                                                                                 | 1×0,75 | 1×0,65+1,5 |
| Стоимость серийного выстрела, тыс. руб. | 9570 | | 3000 | 2950 | | |
| Источник информации: Оружие ракетно-ядерного удара. / Под ред. Ю. А. Яшина. — М.: Издательство МГТУ им. Н. Э. Баумана, 2009. — С. 24–25 — 492 с. — Тираж 1 тыс. экз. — ISBN 978-5-7038-3250-9. | | | | | | |

## Сохранившиеся экземпляры
- Полноразмерный макет ракеты Р-36 8К67 представлен в филиале Центрального музея РВСН в Учебном центре Военной академии РВСН им. Петра Великого в Балабанове Калужской области[11].
- Турбонасосный агрегат Т 270-000 двигателя 8Д723 Р-36 8К67  в Музее Ракетных войск стратегического назначения (г. Первомайск), филиале Центрального музея Вооруженных Сил Украины, расположенном рядом с пгт. Побугское Кировоградской области

## Модификации ракет серии Р-36
- Р-36 орб («орбитальная»)) — выводила боевую часть на околоземную орбиту.

### Kосмические ракеты
- РН «Циклон» — ракеты строятся с нуля по технологии строительства ядерных ракет серии Р-36 и продолжают совершенствоваться:
  - РН Циклон-2. Создана на основе ядерной 8К69, первый пуск - 6 августа 1969, последний - в июне 2006 (КБ «Южное» (официальный сайт)).
  - РН Циклон-3 (строительство прекращено). Создана на основе ядерной 8К69, первый пуск - 24 июня 1977 (КБ «Южное» (официальный сайт)).
  - РН Циклон-4М - планируют запустить в 2020 году